# M58 (astronomia)
M 58 (nota anche come NGC 4579) è una galassia a spirale barrata distante 64 milioni di anni luce dalla terra, visibile nella costellazione della Vergine; fu scoperta da Charles Messier nel 1779 e appartiene all'Ammasso della Vergine.

## Osservazione

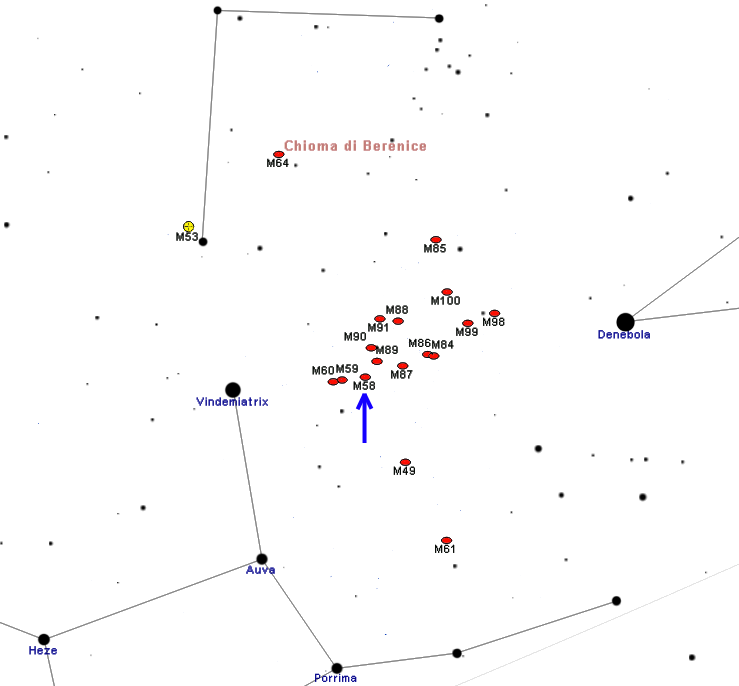
Mappa per individuare M58.

M58 si trova in una regione di cielo priva di stelle di riferimento, fra le costellazioni della Vergine e della Chioma di Berenice; si può individuare lungo la linea che congiunge le stelle Denebola e Vindemiatrix, più vicina a quest'ultima di circa due terzi. Si trova al limite della portata di un binocolo di medie dimensioni, come un 10x50, in cui appare come una macchia chiara molto piccola senza particolari; un aspetto simile è osservabile in un telescopio da 80mm di apertura. Occorrono strumenti potenti, come un 200mm, per individuare alcuni dettagli, come la presenza di un nucleo brillante e un alone esteso fino a un diametro di 4'.
M58 può essere osservata con facilità da entrambi gli emisferi terrestri e da tutte le aree abitate della Terra, grazie al fatto che la sua declinazione non è eccessivamente settentrionale; dalle regioni boreali è maggiormente osservabile e si presenta estremamente alto nel cielo nelle notti di primavera, mentre dall'emisfero australe appare mediamente più basso, ad eccezione delle aree prossime all'equatore. Il periodo migliore per la sua osservazione nel cielo boreale è quello compreso fra marzo e luglio.

## Storia delle osservazioni
M58 è una delle quattro galassie spirali barrate scoperte dal Messier; le altre sono M91, M95 ed M109, benché essa sia a volte classificata come un caso intermedio fra le spirali normali e le barrate. Egli la descrisse come una nebulosa senza stelle talmente debole che diventa invisibile al minimo accenno di inquinamento luminoso. John Herschel la riosservò descrivendola come una nebulosa luminosa, larga, irregolarmente tonda, molto più brillante nel centro; piuttosto mossa, come se fosse composta da stelle; in aggiunta a questa descrizione, Lord Rosse riferì nel 1852 che appare allungata leggermente da sud-ovest a nord-est.

## Caratteristiche

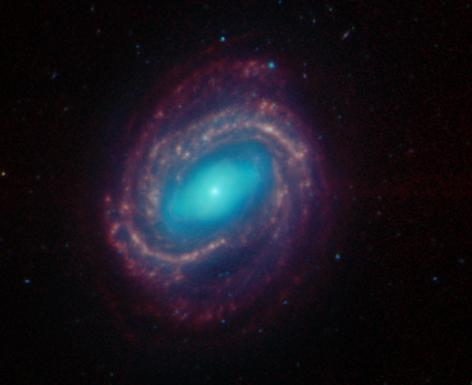
Immagine che mette in evidenza i bracci di spirale di M58.

La massa di M58 è stata stimata in 300 miliardi di masse solari, dunque comparabile con quella della nostra Via Lattea; il suo diametro sarebbe di 107.000 anni luce. La sua magnitudine assoluta è -21,1, e la sua magnitudine apparente è pari a +9,7. M58 appare allontanarsi alla velocità di 1.517 km/s, con una distanza stimata in 64 milioni di anni luce: dunque paragonabile con quella delle galassie dell'Ammasso della Vergine di cui è parte. In questa galassia sono state osservate due supernove: la SN 1998A, di tipo II, che toccò magnitudine 13,5, e la SN 1989M, di tipo Ia, che raggiunse la magnitudine 12,2.

### Libri
- (EN) Stephen James O'Meara, Deep Sky Companions: The Messier Objects, Cambridge University Press, 1998, ISBN 0-521-55332-6.

### Carte celesti
- Toshimi Taki, Taki's 8.5 Magnitude Star Atlas, su geocities.jp, 2005. URL consultato il 7 novembre 2010 (archiviato dall'url originale il 5 novembre 2018). - Atlante celeste liberamente scaricabile in formato PDF.
- Tirion, Rappaport, Lovi, Uranometria 2000.0 - Volume I - The Northern Hemisphere to -6°, Richmond, Virginia, USA, Willmann-Bell, inc., 1987, ISBN 0-943396-14-X.
- Tirion, Sinnott, Sky Atlas 2000.0 - Second Edition, Cambridge, USA, Cambridge University Press, 1998, ISBN 0-933346-90-5.
- Tirion, The Cambridge Star Atlas 2000.0, 3ª ed., Cambridge, USA, Cambridge University Press, 2001, ISBN 0-521-80084-6.